# Tetramery
Tetramery – oligomery, cząsteczki składające się z czterech merów, które mogą być jednakowe - homotetramery lub różnić się - heterotetramery. Pojęcia "homotetramery" i "heterotetramery" stosuje się wyłącznie w biochemii.
Przykładami heterotetramerów są: hemoglibiny, receptor AMPA, receptor NMDA, niektóre akwaporyny oraz niektóre enzymy.
Przykładem homotetrametu może być np. glukuronidaza.